# Get You
Get You é uma canção do cantor Alexey Vorobyov. Ele representou a Rússia no Festival Eurovisão da Canção 2011 na primeira semi-final, terminando em 9º lugar com 64 pontos, conseguindo passar á final e classificando-se em 16º lugar com 77 pontos na final.